# Ben White
Benjamin William White (* 8. října 1997 Poole) je anglický profesionální fotbalista, který hraje na pozici středního obránce za anglický klub Arsenal FC a za anglický národní tým.

## Klubová kariéra

### Brighton & Hove Albion
Odchovanec anglického Southamptonu přešel do akademie Brightonu v roce 2014. Své první utkání v A-týmu odehrál 9. srpna 2016, když odehrál 90 minut utkání prvního kola EFL Cupu proti Colchesteru United.

#### Newport County (hostování)
Dne 1. srpna 2017 odešel White na roční hostování do velšského klubu Newport County, který hrál v League Two. White v klubu debutoval 8. srpna 2017 při vítězství 2:0 nad Southendem United v prvním kole EFL Cupu. Svůj ligový debut si odbyl 12. srpna 2017, a to při remíze 1:1 proti Crewe Alexandře. Svůj první ligový gól vstřelil 21. listopadu 2017 v zápase proti Barnetu.
Dne 15. března 2018 získal White ocenění pro nejlepšího hráče Newportu v sezóně 2017/18.

#### Návrat do Brightonu
V dubnu 2018 White podepsal v Brightonu nové prodloužení smlouvy.
Na začátku sezóny 2018/19 tehdejší manažer Brightonu Chris Hughton uvedl, že White je čtvrtou volbou na pozici stopera za Lewisem Dunkem, Shanem Duffym a Leonem Balogunem. V první polovině sezóny však v A-týmu neodehrál ani minutu, a tak požádal klub o další hostování,

#### Peterborough United (hostování)
Dne 3. ledna 2019 odešel White na půlroční hostování do třetiligového klubu Peterborough United. V klubu debutoval 5. ledna 2019 prohrou 5:0 proti Middlesbrough ve třetím kole FA Cupu.
White vstřelil svůj první gól za Peterborough při domácím vítězství 2:0 nad Southendem United 23. března 2019. White na hostování odehrál 16 utkání ve všech soutěžích, přičemž se mu podařilo jednou skórovat.

#### Leeds United (hostování)
Dne 1. července 2019 odešel White na roční hostování do druholigového Leedsu United. Ve stejný den White podepsal roční prodloužení smlouvy v Brightonu. Debutoval 4. srpna v prvním ligovém kole proti Bristolu City.
Dne 4. září 2019, po působivých výkonech v průběhu měsíce srpna, White vyhrál ocenění pro nejlepšího hráče ligové soutěže za srpen 2019.
Dne 23. prosince 2019 White vyhrál ocenění pro nejlepšího mladého hráče EFL Championship podle hlasování čtenářů Sky Sports.
White odehrál všech 46 ligových zápasů v sezóně a byl jedním z klíčových hráčů, kteří dovedli Leeds k postupu do Premier League z prvního místa. Svůj jediný gól za Leeds vstřelil v posledním zápase svého hostování, a to při vítězství 4:0 nad Charltonem Athletic, tato branka byla zvolena nejhezčím gólem měsíce. White získal ocenění pro nejlepšího mladého hráče klubu sezóny a 8. září 2020 byl White jmenován do nejlepší jedenáctky EFL Championship sezóny 2019/20.

#### Sezóna 2020/21
White podepsal dne 1. září 2020 novou čtyřletou smlouvu s Brightonem. V prvním zápase sezóny 2020/21 si White odbyl ligový debut v klubu, a to při domácí prohře 3:1 proti Chelsea. White odehrál ligový zápas proti Liverpoolu, ve kterém Brighton porazil obhájce titulu 1:0; jednalo se o jejich první ligové vítězství na Anfieldu od roku 1982. 18. května odehrál domácí utkání Brightonu proti Manchesteru City. Zápas skončil výhrou Brightonu 3:2 (první ligové vítězství proti City od roku 1989). Dne 6. června získal White ocenění pro nejlepšího hráče sezóny, ve stejný den také debutoval v anglické reprezentaci.

### Arsenal
Dne 30. července 2021 White přestoupil do Arsenalu za částku okolo 50 milionů £. Stal se tak třetím nejdražším příchodem do londýnského klubu (jen Nicolas Pépé z Lille a Pierre-Emerick Aubameyang z Dortmundu stáli více) a zároveň nejdražším hráčem Brightonu.

## Reprezentační kariéra
Dne 25. května 2021 byl White jmenován do prozatímního 33členného anglického výběru na závěrečný turnaj Euro 2020, přičemž turnaj se konal v létě 2021 v důsledku pandemie covidu-19. Byl jedním ze sedmi hráčů vyřazených z kádru 1. června, avšak hráči, kteří byli vyřazeni, zůstali v kádru pro dva přípravné zápasy proti Rakousku a Rumunsku. White debutoval 2. června, když v 71. minutě utkání proti Rakousku nahradil Jacka Grealishe na stadionu Riverside. V zápase zblokoval střelu Alessandra Schöpfa, čímž zabránil pozdnímu vyrovnání. Stal se pátým hráčem Brightonu, který nastoupil v dresu anglické reprezentace, a druhým za necelé tři roky poté, co v listopadu 2018 debutoval Lewis Dunk. V základní sestavě se poprvé objevil 6. června, když odehrál celý zápas proti Rumunsku. Dne 7. června byl White zpětně povolán na Euro 2020, a to jako náhrada za zraněného Trenta Alexandera-Arnolda. White na turnaji, kde Anglie skončila druhá po porážce ve finále proti Itálii, neodehrál ani minutu.

## Statistiky

### Klubové
K 9. srpnu 2021
| Klub                        | Sezóna  | Liga           | Liga   | Liga | FA Cup | FA Cup | EFL Cup | EFL Cup | Ostatní | Ostatní | Celkem | Celkem |
| Klub                        | Sezóna  | Liga           | Zápasy | Góly | Zápasy | Góly   | Zápasy  | Góly    | Zápasy  | Góly    | Zápasy | Góly   |
| --------------------------- | ------- | -------------- | ------ | ---- | ------ | ------ | ------- | ------- | ------- | ------- | ------ | ------ |
| Brighton & Hove Albion      | 2016/17 | Championship   | 0      | 0    | 0      | 0      | 2       | 0       | —       | —       | 2      | 0      |
| Brighton & Hove Albion      | 2017/18 | Premier League | 0      | 0    | 0      | 0      | 0       | 0       | —       | —       | 0      | 0      |
| Brighton & Hove Albion      | 2018/19 | Premier League | 0      | 0    | 0      | 0      | 0       | 0       | —       | —       | 0      | 0      |
| Brighton & Hove Albion      | 2019/20 | Premier League | 0      | 0    | 0      | 0      | 0       | 0       | —       | —       | 0      | 0      |
| Brighton & Hove Albion      | 2020/21 | Premier League | 36     | 0    | 2      | 0      | 1       | 0       | —       | —       | 39     | 0      |
| Brighton & Hove Albion      | Celkem  | Celkem         | 36     | 0    | 2      | 0      | 3       | 0       | 0       | 0       | 41     | 0      |
| Newport County (host.)      | 2017/18 | League Two     | 42     | 1    | 5      | 0      | 2       | 0       | 2       | 0       | 51     | 1      |
| Peterborough United (host.) | 2018/19 | League One     | 15     | 1    | 1      | 0      | —       | —       | —       | —       | 16     | 1      |
| Leeds United (host.)        | 2019/20 | Championship   | 46     | 1    | 1      | 0      | 2       | 0       | —       | —       | 49     | 1      |
| Arsenal                     | 2021/22 | Premier League | 0      | 0    | 0      | 0      | 0       | 0       | —       | —       | 0      | 0      |
| Celkem                      | Celkem  | Celkem         | 139    | 3    | 9      | 0      | 7       | 0       | 2       | 0       | 157    | 3      |

### Reprezentační
K 6. červnu 2021
| Anglie | Anglie | Anglie |
| Rok    | Zápasy | Góly   |
| ------ | ------ | ------ |
| 2021   | 2      | 0      |
| Celkem | 2      | 0      |

## Ocenění

### Klubové

#### Leeds United
- EFL Championship: 2019/20[41]

### Reprezentační

#### Anglie
- Mistrovství Evropy: 2020 (druhé místo)[42]

### Individuální
- Hráč měsíce EFL Championship: Srpen 2019[19]
- Gól měsíce EFL Championship: Červenec 2020[43]
- Nejlepší jedenáctka sezóny EFL Championship: 2019/20[25]
- Nejlepší hráč Newportu County sezóny: 2017/18[9]
- Nejlepší mladý hráč Leedsu United sezóny: 2019/20[24]
- Nejlepší hráč Brightonu sezóny: 2020/21[44]